# Landschaftsschutzgebiet Melscheder Mühlenbachtal
Das Landschaftsschutzgebiet Melscheder Mühlenbachtal mit 23,5 ha Flächengröße liegt im Stadtgebiet von Sundern im Hochsauerlandkreis. Es wurde 1993 mit dem Landschaftsplan Sundern durch den Kreistag des Hochsauerlandkreises erstmals mit dem Namen Landschaftsschutzgebiet Melscheder Mühlenbachtal südwestlich von Melschede als Landschaftsschutzgebiet (LSG) mit einer Flächengröße von 24,04 ha ausgewiesen. Bei der Neuaufstellung des Landschaftsplaners Sundern wurde es als Landschaftsschutzgebiet vom Typ C, Wiesentäler und bedeutsames Extensivgrünland, erneut ausgewiesen und etwas verkleinert. Das LSG geht im Westen bis an die Stadtgrenze zu Balve. Im Balver Stagebiet grenzt es direkt an die Melscheder Mühle, im Osten reicht es bis zum Schloss Melschede. Nördlich und südlich grenzt das Landschaftsschutzgebiet Sundern an. Das LSG gehört zum Naturpark Sauerland-Rothaargebirge.

## Beschreibung
Das LSG umfasst Grünlandflächen im Melscheder Mühlenbachtal.

## Schutzzweck
Der Landschaftsplan führt zum Schutzzweck aus: „Ergänzung der NSG-Festsetzungen der Talauen zu einem Grünlandbiotop-Verbundsystem, das Tieren und Pflanzen Wanderungs- und Ausbreitungsmöglichkeiten schafft und damit der Erhaltung der Leistungsfähigkeit des Naturhaushalts dient. Gleichzeitig wirken die offenen Talauen aufgrund ihrer überwiegenden Lage im waldreichen Plangebiet gliedernd und belebend im Bild der Landschaft und tragen damit zur Sicherung ihrer Vielfalt, Eigenart und Schönheit bei. Weiterhin sollen (Extensiv-)Grünlandflächen erhalten werden, die hervorgehobene Bedeutung für den Biotop- und Artenschutz haben.“

## Rechtliche Vorschriften
Wie in den anderen Landschaftsschutzgebieten vom Typ C in Sundern besteht im LSG ein Verbot der Erstaufforstung und Weihnachtsbaum-, Schmuckreisig- und Baumschul-Kulturen anzulegen. Grünland und Grünlandbrachen dürfen nicht in Acker oder andere Nutzungen umgewandelt werden.

## Gebot und Entwicklungsmaßnahmen
Wie für alle Landschaftsschutzgebiete vom Typ C im Landschaftsplangebiet wurde ein spezielles Gebot erlassen. „Die Gebiete sind im Rahmen der landwirtschaftlichen Nutzung oder durch geeignete Pflegemaßnahmen von Bewaldung freizuhalten.“
Wie für alle Landschaftsschutzgebiete vom Typ C in Sundern wurde ein spezielles zwei Entwicklungsmaßnahmen festgesetzt. Bei der landwirtschaftlichen Nutzung soll eine extensive Bewirtschaftung mit vertraglicher Regelungen angestrebt werden. Brachflächen sollen sektoral im Turnus von 3 Jahren – jedoch nicht vor dem 1. August eines Jahres – gemäht werden um eine Verbuschung zu verhindern.